# (10647) Meesters
(10647) Meesters est un astéroïde de la ceinture principale.

## Description
(10647) Meesters est un astéroïde de la ceinture principale. Il fut découvert le 25 septembre 1960 à l'observatoire Palomar par Cornelis Johannes van Houten et Ingrid van Houten-Groeneveld. Il présente une orbite caractérisée par un demi-grand axe de 2,97 UA, une excentricité de 0,04 et une inclinaison de 9,5° par rapport à l'écliptique.

## Compléments